# Criteriul lui Dirichlet
Dacă seria {\displaystyle \sum _{n=0}^{\infty }a_{n}} poate fi scrisă sub forma {\displaystyle \sum _{n=0}^{\infty }u_{n}u_{n}} în care (un)n∈Ν este un șir monoton și mărginit, iar seria {\displaystyle \sum _{n=0}^{\infty }u_{n}} este convergentă, atunci ea este convergentă.
O serie {\displaystyle \sum _{n=0}^{\infty }a_{n}} se numește absolut convergentă dacă seria valorilor absolute {\displaystyle \sum _{n=0}^{\infty }|a_{n}|} este convergentă.
O serie convergentă care nu este absolut convergentă se numeșste serie semiconvergentă.
Legătura dintre absolut convergentă și convergenta unei serii: orice serie absolut convergentă este convergentă.